# 蒂鲁内什·迪巴巴
蒂鲁内什·迪巴巴（英語：Tirunesh Dibaba，1985年6月1日—）是埃塞俄比亚女子田径运动员。曾参加2004年、2008年、2012年和2016年四届奥林匹克运动会，共获得3枚金牌和3枚银牌。

## 外部連結
- 蒂鲁内什·迪巴巴在国际奥林匹克委员会的资料
- 蒂鲁内什·迪巴巴在的頁面
- 蒂鲁内什·迪巴巴的Facebook專頁
- 蒂鲁内什·迪巴巴的X（前Twitter）